# Зобніно
Зо́бніно (рос. Зобнино) — присілок в Можгинському районі Удмуртії, Росія.
Урбаноніми:
- вулиці — Зобнинська, Ставкова

## Населення
Населення — 54 особи (2010; 62 в 2002).
Національний склад станом на 2002 рік:
- удмурти — 89 %